# Cleistanthus megacarpus
Cleistanthus megacarpus är en emblikaväxtart som beskrevs av Charles Budd Robinson. Cleistanthus megacarpus ingår i släktet Cleistanthus och familjen emblikaväxter. Inga underarter finns listade i Catalogue of Life.